# Pretorianismo
Pretorianismo é um termo que faz referência à influência política de forma abusiva por parte do poder militar. Procede de pretoriano, soldado da Guarda Pretoriana, elite militar de grande influência que intervinha na eleição de imperadores romanos, proclamando uns e assassinando outros. 
Daniel R. Headrick, professor de História e Ciências Sociais da Universidade de Roosevelt, descreve o pretorianismo como um militarismo próprio de nações de ordem menor que não pretendem fazer ou ganhar guerras, mas manter sua influência no sistema político, controlar as decisões que afetem a seus interesses ou apoiar uma facção política. Contrapõe-se ao militarismo puro, expansionista em relação à defesa de seus interesses além das fronteiras nacionais e que corresponde às grandes potências ou alianças militares. 